# Río Truful
Río Truful är ett vattendrag i Chile.   Det ligger i regionen Región de Los Ríos, i den södra delen av landet, 700 km söder om huvudstaden Santiago de Chile.
I omgivningarna runt Río Truful växer i huvudsak blandskog. Runt Río Truful är det glesbefolkat, med 11 invånare per kvadratkilometer.